# توم يانسن
توم يانسن (بالهولندية: Tom Jansen)‏ (و. 1945 – م) هو ممثل، من مملكة هولندا.

## وصلات خارجية
- توم يانسن على موقع IMDb (الإنجليزية)
- توم يانسن على موقع ألو سيني (الفرنسية)
- توم يانسن على موقع أول موفي (الإنجليزية)
- توم يانسن على موقع قاعدة بيانات الفيلم (الإنجليزية)
- توم يانسن على موقع كينوبويسك (الروسية)